# هژالروپ
هژالروپ (به لاتین: Hjallerup) یک منطقهٔ مسکونی در دانمارک است که در Brønderslev Municipality واقع شده‌است. هژالروپ ۲٫۸۸ کیلومتر مربع مساحت و ۴٬۱۸۴ نفر جمعیت دارد.